# Pegoscapus silvestrii
Pegoscapus silvestrii is een vliesvleugelig insect uit de familie vijgenwespen (Agaonidae). De wetenschappelijke naam is voor het eerst geldig gepubliceerd in 1919 door Grandi.